# Direcció general d'Aeronàutica
La Direcció general d'Aeronàutica va ser un organisme estatal que va existir a Espanya durant els anys 1930, sota la jurisdicció del qual es trobaven tant l'aviació militar com l'aviació civil. Va ser dissolt després del començament de la Guerra civil espanyola.

## Història
Durant els primers anys de la República l'estructura organitzativa de l'Aviació va romandre intacta, malgrat la voluntat del govern reformista de Azaña per reformar l'Aeronàutica Militar. Fins a 1931 la prefectura d'Aviació hi havia estat ostentada pel Consell Superior d'Aeronàutica.
El 20 de juliol de 1934 va ser creada la Direcció general d'Aeronàutica. El nou organisme que es responsabilitzarà de tots els aspectes tècnics, administratius i de formació tant de l'aeronàutica militar com de la civil. El cos d'aviació llavors es trobava dividit en dues branques: Aeronàutica Militar, dependent de l'Exèrcit de Terra, i Aeronàutica Naval, que prestava labors de suport a la Marina. Durant l'etapa de Warleta de la Quintana, aquest va presentar un pla per modernitzar l'equipament de l'Aeronàutica Militar i fabricar a Espanya sota llicència els caces Hawker Fury i bombarders Martin B-10.
Des de 1933 el Servei Meteorològic Nacional també depenia de la prefectura d'Aeronàutica.
Quan Gil-Robles es va convertir en Ministre de la Guerra, va reorganitzar l'estructura interna de l'organisme i aquest va passar a dependre directament del Ministeri de la Guerra. També va nomenar al general Goded com a nou Director general, encara que paradoxalment aquest fos un militar sense relació alguna amb l'aviació. El gener de 1936 el general Miguel Núñez de Prado va substituir Goded, i al llarg dels següents mesos va reorganitzar l'estructura interna de les Forces aèries. L'esclat de la Guerra civil espanyola va provocar la divisió de l'aviació en dos bàndols. Núñez de Prado va ser fet presoner pels revoltats i afusellat poc després.
El 6 de setembre de 1936 la Direcció general d'Aeronàutica va ser dissolta pel govern republicà i les seves funcions van ser assumides per la Sotssecretaria d'Aviació, dependent del llavors Ministeri de Marina i Aire. A la zona revoltada es va organitzar l'anomenada "Aviació Nacional" i després de la victòria franquista en la guerra civil, el nou règim va crear un Ministeri de l'Aire.

## Directors Generals
| Nom                           | Inici                 | Final                 |
| ----------------------------- | --------------------- | --------------------- |
| Ismael Warleta de la Quintana | 4 de juliol de 1934   | 3 de novembre de 1935 |
| Manuel Goded Llopis           | 3 de novembre de 1935 | 12 de gener de 1936   |
| Miguel Núñez de Prado         | 12 de gener de 1936   | 6 de setembre de 1936 |